# Coll Basset
El Coll Basset és una collada situada a 854,6 metres d'altitud al límit dels termes comunals de Fullà i de Serdinyà, tots dos de la comarca del Conflent, a la Catalunya del Nord. És, a més, a tocar del termenal d'aquests dos termes amb el d'Escaró. És un coll de muntanya situat a l'extrem sud-est del terme de Serdinyà i al sud-oest del de Fullà, a prop del racó nord-est del terme d'Escaró. És al nord del Cim del Serrat de les Garberes, a la part meridional del serrat d'aquest nom.